# عبد الرحمن عبد الله الحليلي
عبد الرحمن عبد الله الحليلي (1951 - ) عسكري يمني ولد في قرية (الحليلة) في مديرية بني مطر في محافظة صنعاء وهو عضو مؤسس في حزب المؤتمر الشعبي العام،  تم تعيينه قائداً لللمنطقة العسكرية الأولى واللواء 37 مدرع في 12 يوليو 2014.

## التعليم
انتقل إلى مدينة صنعاء فألتحق عام 1378هـ/ 1958م بمكتب الأيتام، ثم درس المرحلة الإعدادية في مدرسة الوحدة، وتخرج منها عام 1387هـ/ 1967م، ثم التحق بالكلية الحربية
فحصل على بكالوريوس في العلوم العسكرية عام 1395هـ/ 1975م، ثم حصل عام 1411هـ/ 1991م على درجة الماجستير في العلوم العسكرية من كلية القيادة والأركان في مدينة صنعاء.

## الدورات التدريبية
1. دورة دروع تأسيسية في الولايات المتحدة الأمريكية عام 1397هـ/ 1977م
2. دورة متقدمة في قادة الكتائب في الفرقة الأولى مدرع عام 1404هـ/ 1984م
3. دورة قادة ألوية في معهد (الثلايا) في مدينة تعز عام 1406هـ/ 1986م،

## المناصب التي تقلدها
- عين عام 1395هـ/ 1975م قائد فصيلة في سلاح المدفعية
- عين قائد سرية دروع في اللواء السادس مدرع عام 1397هـ/ 1977م،
- عين قائد كتيبة دروع في نفس اللواء عام 1401هـ/ 1981م،
- عين رئيسًا للشئون الفنية في الفرقة الأولى مدرع حتى عام 1404هـ/ 1984م،
- عين أركان حرب اللواء الثالث عروبة عام 1405هـ/1985م،
- عين قائد اللواء الثالث عروبة عام 1412هـ/1992م، ثم قائد اللواء السابع والثلاثين مدرع عام 1414هـ/ 1994م.
- عين في 2012/4/6م قائداً للواء الثالث حرس جمهوري.
- عين قائداً لللمنطقة العسكرية الأولى واللواء 37 مدرع في 12 يوليو 2014 .[2]

## محاولات الاغتيال
- نجا من محاولة اغتيال تعرض لها بمحافظة حضرموت أواخر العام 2010م.
كما نجا من اكثر من عشرين محاوله اغتيال مابين العامين ٢٠١٤ الى نهايه العام ٢٠١٦
وقد تعرض ابنه محمد الى اصابات في اكثر من محاوله اغتيال

## مؤلفاته
ـ المباريات الحربية : أرقى أساليب التدريب، رسالة الماجستير.

## الاوسمة
1. جائزة التفوق أثناء دراسته في الكلية الحربية
2. وسام (الخدمة)
3. وسام (الواجب)
4. وسام (الشجاعة)
5. وسام (البطولة)
6. وسام (الوحدة)